# Casetes del carrer de Sant Agustí, 27-55 (Mataró)
Les casetes dels números 27 al 55 del carrer de Sant Agustí de Mataró (Maresme) són un bé inventariat. És un rengle de cases modernistes del segle xix, construïdes amb el creixement fora murs de la ciutat en direcció mar. Les cases són de la mateixa alçada malgrat el desnivell del terreny. Totes tenen una planta amb un portal i una gran finestra, i un pis amb balcó.

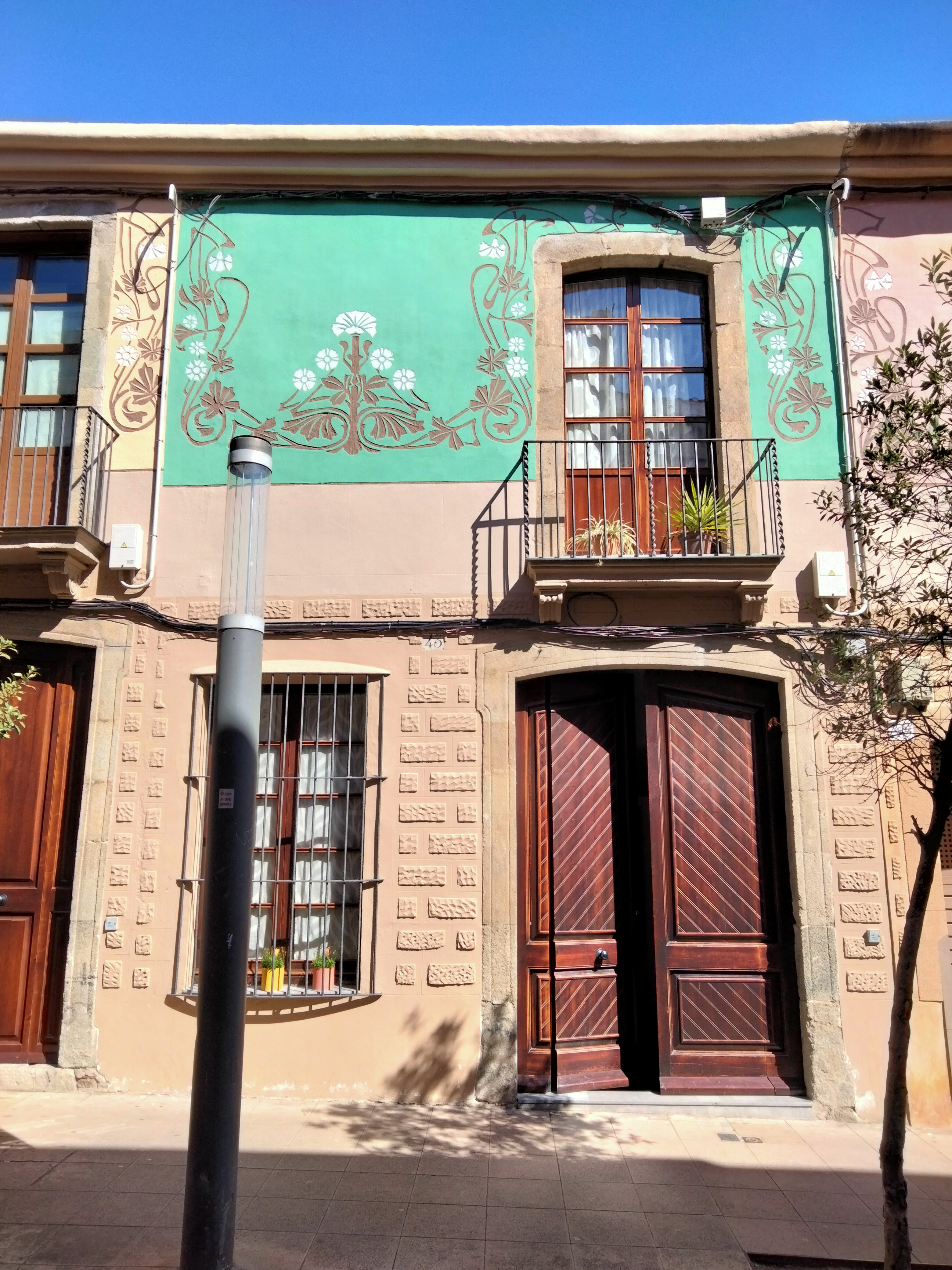
Detall de la casa núm. 43 del carrer, on es poden apreciar els esgrafiats de dalt de la façana

Les façanes estan decorades amb esgrafiats que reprodueixen casa per casa motius florals i naturals d'estil modernista. Exceptuant dos o tres, la gran majoria són de la família Viladevall Coll, que al mateix carrer hi té dues cases més. Catalogades per l'Ajuntament de Mataró. La protecció afecta la façana i els volums de cada casa.
Els esgrafiats vuitcentistes d'estil modernista són els que es conserven millor del que hi ha a la ciutat. Anys enrere totes les cases entenien, majoritàriament d'estil barroc, però els que resten estan en molt mal estat. Els esgrafiats són florals i utilitzen la tècnica tradicional de dos colors. Recorren quatre façanes del mateix carrer.